# Orvinio
Orvinio ist eine italienische Gemeinde mit 392 Einwohnern (Stand 31. Dezember 2023) in der Provinz Rieti in der Region Latium. Bis 1863 hieß die Gemeinde Canemorto.

## Geographie
Orvinio liegt 67 km nordöstlich von Rom, 42 km südlich von Rieti und 35 km nordöstlich von Tivoli in den Monti Lucretili, einem Vorgebirge der Sabiner Berge.
Das Gemeindegebiet erstreckt sich über eine Höhendifferenz von 603 bis 1116 m s.l.m.
Orvinio ist Mitglied der Comunità Montana dei Monti Sabini und gehört seit 2001 zur Vereinigung I borghi più belli d’Italia (Die schönsten Orte Italiens).
Der westliche Teil des Gemeindegebiets gehört zum Parco Naturale dei Monti Lucretili.
Die Gemeinde befindet sich in der Erdbebenzone 2 (mittel gefährdet).
Die Nachbargemeinden sind Percile (RM), Pozzaglia Sabina, Scandriglia, Vallinfreda (RM), Vivaro Romano (RM).

### Verkehr
Orvinio liegt an der Strada Stadale SS 314 Licinese, welche die Via Salaria SS 4 mit der Via Tiburtina Valeria SS 5 verbindet. Die nächste Autobahnauffahrt ist Vicovaro an der A24 Strada dei Parchi in 21 km Entfernung.
Der nächste Bahnhof ist in Arsoli an der Bahnstrecke Rom – Avezzano, in 16 km Entfernung.

## Geschichte
Vermutlich ist der Ort Nachfolger der sabinischen Stadt Orvinium, die von Dionysios von Halikarnassos erwähnt wird und wohl vor der Jahrtausendwende zerstört wurde. Nach dieser Stadt wurde das mittelalterliche Canemorto 1863 umbenannt, das vermutlich im 12. Jahrhundert gegründet wurde.
Canemorto gehörte lange Zeit den Benediktinern des nahen Klosters Santa Maria del Piano, bevor es im 15. Jahrhundert in den Besitz der Orsini kam. Durch die Heirat von Maria Orsini und Vincenzo Estouteville kam es an dessen Familie. Bereits 1573 verkauften diese es jedoch an die Familie Muti, welche die Burg im Renaissancestil ausbauten. 1632 erwarb es Marcantonio Borghese.

## Bevölkerungsentwicklung
| Jahr      | 1861 | 1881 | 1901 | 1921 | 1936 | 1951 | 1971 | 1991 | 2001 |
| --------- | ---- | ---- | ---- | ---- | ---- | ---- | ---- | ---- | ---- |
| Einwohner | 1585 | 1607 | 1687 | 1750 | 1405 | 1194 | 633  | 456  | 427  |

Quelle: ISTAT

## Politik
Alfredo Simeoni (Lista Civica: Civita Orvinio) wurde im Juni 2009 zum Bürgermeister gewählt und am 26. Mai 2019 ein weiteres Mal berufen.

### Wappen
Auf blauem Schild eine silberne Burg mit einem Baum in natürlichen Farben; darüber ein aufrechter, silberner Hund mit rotem Halsband. Das Wappen spielt auf den alten Namen des Ortes Canemorto an, der auf Deutsch toter Hund bedeutet.

## Sehenswürdigkeiten
- Das Castello der Marchesi Campeggi-Malvezzi wurde wohl auf den Fundamenten eines antiken Minervatempels im 12. Jahrhundert errichtet und im 16. Jahrhundert umgebaut. Es ist heute die private Residenz der Marchesi und wird für Festveranstaltungen herangezogen.
- Die Kirche San Giacomo wurde 1612 von Gian Lorenzo Bernini erbaut und birgt Fresken von Vincenzo Manenti
- Das Santuario di Vallebona, westlich des Ortes, wurde im 17. Jahrhundert errichtet[6]
- Orvinio ist Abschluss der achten Etappe des Pilgerwegs Benediktweg von Norcia über Subiaco nach Montecassino.

## Ortsfeste
- Sagra della Polenta am letzten August-Samstag.

## Söhne und Töchter der Gemeinde
- Vincenzo Manenti (* um 1600; † 1674), Maler des Barock

## Belege
1. ↑  Bilancio demografico e popolazione residente per sesso al 31 dicembre 2023. ISTAT. (Bevölkerungsstatistiken des Istituto Nazionale di Statistica, Stand 31. Dezember 2023).
2. ↑  I borghi più belli d’Italia. Borghipiubelliditalia.it, abgerufen am 31. August 2017 (italienisch).
3. ↑  Parco Lucretili. https://parcolucretili.it/ambiente-e-territorio/, abgerufen am 15. Juli 2025 (italienisch).
4. ↑  Classificazione sismica. Italienischer Zivilschutz, abgerufen am 15. Juli 2025 (italienisch, Tabellen und Übersichtskarte der Seismischen Klassifizierung).
5. ↑  ProLoco Orvinio (Memento vom 22. Januar 2010 im Internet Archive)
6. ↑  ProLoco Orvinio (Memento vom 27. Mai 2009 im Internet Archive)